# Rubén Palafox
Rubén Palafox (17 de diciembre de 1972) es un deportista mexicano que compitió en taekwondo.
Ganó dos medallas de bronce en el Campeonato Mundial de Taekwondo en los años 1993 y 1995, y una medalla de oro en el Campeonato Panamericano de Taekwondo de 1994. En los Juegos Panamericanos de 1995 consiguió una medalla de oro.

## Palmarés internacional
| Campeonato Mundial      | Campeonato Mundial          | Campeonato Mundial | Campeonato Mundial |
| Año                     | Lugar                       | Medalla            | Categoría          |
| ----------------------- | --------------------------- | ------------------ | ------------------ |
| 1993                    | Nueva York (Estados Unidos) | Medalla de bronce  | –54 kg             |
| 1995                    | Manila (Filipinas)          | Medalla de bronce  | –54 kg             |
| Juegos Panamericanos    |                             |                    |                    |
| Año                     | Lugar                       | Medalla            | Categoría          |
| 1995                    | Mar del Plata (Argentina)   | Medalla de oro     | –54 kg             |
| Campeonato Panamericano |                             |                    |                    |
| Año                     | Lugar                       | Medalla            | Categoría          |
| 1994                    | Heredia (Costa Rica)        | Medalla de oro     | –54 kg             |